# Alida
Alida es un diminutivo húngaro y holandés de Adelaida. significa "elegante y noble"
Alida' es un nombre propio femenino de origen griego.
Significa la que viene de Elida, región del Peloponeso, donde se celebraban los Juegos Olímpicos.

## Variantes
Variantes en femenino son Elida, Alidia, y Alide. También existen dos formas para el masculino: Alido y Alideo.

## Personas
- Alida Valli (1921 - 2006), actriz italiana, llevaba este nombre.

- Datos: Q649921
- Multimedia: Alida (given name) / Q649921